# Sega System 18
Sega System 18 é uma placa para arcades lançado pela Sega em 1989. Nove jogos foram lançados para ela.

## Especificações
- CPU principal: Motorola 68000 a 10 MHz
- CPU de som: ZiLOG Z80 a 8 MHz
- Processador de som: 2 Yamaha YM3438 a 8 MHz e Ricoh RF5c68 a 10 MHz (8 canais PCM)
- Resolução de tela: 320 x 224 pixels
- Cores: 4096
- Capacidade gráfica: 128 sprites na tela, 4 camadas de blocos (cenários), 1 camada de texto, 1 camada para sprites com redimensionamento, sombras translúcidas.

## Jogos para System 18
- Shadow Dancer (1989)
- Alien Storm (1990)
- Bloxeed (1990)
- Laser Ghost (1990)
- Michael Jackson's Moonwalker (1990)
- Clutch Hitter (1991)
- D.D. Crew (1991)
- Desert Breaker (1992)
- Where's Wally! (1992)